# Dakota Blue Richards
Dakota Blue Richards (South Kensington, 11 d'abril de 1994) és una actriu anglesa coneguda pel seu paper de Lyra Belacqua a la pel·lícula La brúixola daurada, adaptació del llibre homònim de Philip Pullman.

## Filmografia

### Cine
| Any  | Títol original         | Títol en català     | Personatge         | Anotacions   |
| ---- | ---------------------- | ------------------- | ------------------ | ------------ |
| 2007 | The Golden Compass     | La brúixola daurada | Lyra Belacqua      |              |
| 2008 | The Secret of Moonacre |                     | Maria Merryweather |              |
| 2009 | Five Miles Out         |                     | Cassey             | Curtmetratge |
| 2010 | Rain                   |                     | Heidi              | Curtmetratge |
| 2014 | The Fold               |                     | Eloise Ashton      |              |
| 2014 | The Quiet Hour         |                     | Sarah              |              |
| 2014 | Girl Power             |                     | Cass               | Curtmetratge |
| 2016 | Chick Lit              |                     | Zoe                |              |

### Televisió
| Any       | Títol         | Personatge        | Annotacions                |
| --------- | ------------- | ----------------- | -------------------------- |
| 2008      | Dustbin Baby  | April Johnson     | Pel·lícula per a televisió |
| 2011-2012 | Skins         | Franky Fitzgerald | 18 episodis                |
| 2013      | Lightfields   | Eve               | 5 episodios                |
| 2016-2018 | Endeavour     | Shirley Trewlove  | 13 episodis                |
| 2019      | Beecham House | Margaret Osborne  | 6 episodis                 |

## Teatre
| Any  | Títol                    | Personatge |
| ---- | ------------------------ | ---------- |
| 2015 | Arcadia                  | Thomasina  |
| 2015 | A Streetcar Named Desire | Stella     |
| 2017 | What The Butler Saw      | Geraldine  |